# Liste de films LGBT en Italie
 (juillet 2018).
Si vous disposez d'ouvrages ou d'articles de référence ou si vous connaissez des sites web de qualité traitant du thème abordé ici, merci de compléter l'article en donnant les références utiles à sa vérifiabilité et en les liant à la section « Notes et références ».
La liste de films LGBT en Italie est une liste de films (longs, courts et moyens-métrages) et téléfilms où les thèmes des minorités sexuelles et de genres sont présents et ou évoqués explicitement ou implicitement par des films produit en Allemagne.

Tous les films, cités ci-dessous, dans leur article, mentionnent explicitement et sourcé la thématique LGBT.

## Notice
- (1) Titre : titre sortie France ; TQ : titre Québec ; TB : titre belge.
- (2) Support : film (long-métrage, court-métrage, moyen-métrage) ; film documentaire ; et éventuellement : série TV ; mini-série et téléfilms (si liés aux films et à leur⋅s auteur⋅trice⋅s ici présent).
- (3) réalisateur ou réalisatrice :
  - (*) Réalisateur⋅trice dont l'œuvre est marquée par les thèmes LGBT
- (4) Catégorie-thème LGBT :
  - H = Le film est marqué dans le Portail:LGBT ; T = dans le Portail:transidentité. La thématique LGBT est une des thématiques principales.
  - (LGBT) ou par exemple : (Italie) = film inclus dans la catégorie « LGBT au cinéma en Italie » ; etc. ; La thématique LGBT est abordée dans l'œuvre.
  - thème LGBT : (voir la boîte déroulante : LGBT au cinéma)
  - (thèmes connexes) = (voir la boite déroulante : catégorie "LGBT au cinéma" et lié aux LGBT au cinéma)
- (5) personnage(s) :
  - P = un personnage principal est LGBT (.précision complémentaire) ; En gras, les personnages principaux.
    - précision complémentaire ; ceux-ci sont : lesbien, gay, bisexuel.le, transgenre, queer, intersexe…

  - S = un personnage secondaire est LGBT, (mentionné de façon explicitement sourcer - .précision complémentaire)
- (6) Source : cette case doit être complété pour justifier la mention de cette œuvre dans cette page.
  - fr.wp se référer à la page du film ;
  - dans le cas contraire lien externe vers des éléments de source.

## Liste
| Titre (1)                                                                                | Support (2)            | Autre(s) origine(s)                  | Année | réalisateur⋅trice & commentaire (3) | Catégorie-thème LGBT (4) | personnage(s) (5) | Source (6)                  |
| ---------------------------------------------------------------------------------------- | ---------------------- | ------------------------------------ | ----- | ----------------------------------- | --- | --- | --------------------------- |
| Les Biches suédoises                                                                     | film                   |                                      | 1969  | Silvio Amadio                       | | |                             |
| Bámbola                                                                                  | film                   | France Espagne                       | 1996  | Bigas Luna                          | | P.g. - Flavio (gay) | [ 1 ]                       |
| Huit femmes                                                                              | film                   | France                               | 2002  | François Ozon (*)                   | (France) | P.l.b-f. - Madame Chanel (lesbienne) - Pierrette (relation lesbienne, bisexuelle) - Gaby (flirt lesbien) | (cf. fr.wp)                 |
| Le Héros de la famille                                                                   | film                   | France                               | 2006  | Thierry Klifa                       | | | [réf. souhaitée]            |
| Les Lunettes d'or (Gli occhiali d’oro)                                                   | film                   | France Yougoslavie                   | 1987  | Giuliano Montaldo                   | (Italie) personnage LGBT ayant un destin tragique - répression moral de l'homosexualité                                                                                 | P.g. - docteur Fadigati (attirance gay) | (cf. fr.wp)                 |
| Farinelli de Gérard Corbiau (Italie, Belgique et France)                                 | film                   | Belgique France                      | 1994  | Gérard Corbiau                      | basé sur une histoire réel | - Farinelli (castra) | (cf. fr.wp)[réf. souhaitée] |
| Caligula                                                                                 | film                   | Angleterre États-Unis                | 1979  | Tinto Brass                         | (Italie Royaume-Uni) | P.b. S.g.l. - scènes lesbiennes entre Messaline et Agrippine | (cf. fr.wp)[réf. souhaitée] |
| Hammam, le bain turc (Il bagno turco - Hamam)                                            | film                   | Turquie Espagne                      | 1997  | Ferzan Özpetek                      | H (Italie Turquie) découverte de son homosexualité | P.b-m. S.g. - Francesco (bisexuel) - Mehmet (relation gay) | (cf. fr.wp)                 |
| Le Conformiste (il Conformista)                                                          | film                   | France Allemagne de l'Ouest          | 1970  | Bernardo Bertolucci                 | | S.g. - Lino (gay, agression sexuelle sur le jeune Marcello) - prostitué (gay[réf. souhaitée]) | (cf. fr.wp)                 |
| Le Décaméron (Il decameron)                                                              | film                   | France Allemagne                     | 1971  | Pier Paolo Pasolini                 | (Italie)[réf. souhaitée] | S.g.[réf. souhaitée] | [réf. souhaitée]            |
| Dedicato al mare Egeo (エーゲ海に捧ぐ ; Offering in the Aegean)                          |                        | Japon                                | 1979  |                                     | | |                             |
| Mary la rousse, femme pirate (Le avventure di Mary Read)                                 | film                   | France                               | 1961  | Umberto Lenzi                       | H | P.travestissement. - Mary (travestissement utilitaire de d'émencipation) | (cf. fr.wp)                 |
| Mort à Venise (titre tournage : Death in Venice, titre production Morte a Venezia)       | film                   | France                               | 1971  | Luchino Visconti                    | (France Italie) pédérastie - amour impossible | P.b-m. - Gustav von Aschenbach (fascination pour le jeune Tadzio) | (cf. fr.wp)[réf. souhaitée] |
| Salò ou les 120 Journées de Sodome (Salò o le centoventi giornate di Sodoma)             | film                   | France                               | 1975  | Pier Paolo Pasolini                 | pédérastie - BDSM torture - censurée | P.l.g.b.[réf. souhaitée] - Monseigneur (impose une fellation à Claudio) - un notable et un collaborateur (gay)[réf. souhaitée] - Antiniska et Eva (lesbienne) | (cf. fr.wp)                 |
| Shelter Me (Riparo – Anis tra di noi)                                                    | film                   | France                               | 2007  | Marco Simon Puccioni                | (France Italie) trio[réf. souhaitée] | P.l.b-f. - Anna (couple lesbien) - Mara (couple lesbien, bisexuel) | [ 3 ]                       |
| Sans nouvelles de Dieu (Sin noticias de Dios)                                            | film                   | Espagne France Mexique               | 2001  | Agustín Díaz Yanes                  | | P.l. - Lola Nevado (attirance lesbienne) Victoria Abril - Carmen Ramos (attirance lesbienne, précédemment un homme) Penélope Cruz | [ 4 ]                       |
| Tableau de famille (Le Fate ignoranti)                                                   | film                   | France                               | 2001  | Ferzan Özpetek                      | H (Italie) homosexualité dissimulée - Acception de l’homosexualité - VIH-SIDA                                                                                           | P.g.b-m. S.g. - Massimo (bisexuel, gay) - Michele (gay) - autres personnages[réf. souhaitée] | (cf. fr.wp)                 |
| Oublier Venise (Dimenticare Venezia)                                                     | film                   | France                               | 1979  | Franco Brusati (dir.)               | | P.g. - Nicola (en couple gay) - Sandro (en couple gay) | (cf. fr.wp)[réf. souhaitée] |
| Someday This Pain Will Be Useful to You (Un giorno questo dolore ti sarà utile)          | film                   | États-UnisItalie                     | 2011  | Roberto Faenza                      | H | P.g. - James Sveck (gay) | (cf. fr.wp)                 |
| The Berlin Affair (Interno Berlinese)                                                    | film                   | Allemagne de l'Est                   | 1985  | Liliana Cavani                      | H | Lesbianisme |                             |
| Les Damnés (La caduta degli dei)                                                         | film                   | Allemagne                            | 1969  | Luchino Visconti                    | (Italie Allemagne) | P.g. S.g. - Martin von Essenbeck (travesti en Marlene Dietrich, - orgie homo-érotique des officiers avant la nuit des Longs Couteaux) | (cf. fr.wp)                 |
| Accattone                                                                                | film                   |                                      | 1962  | Pier Paolo Pasolini                 | | | [réf. souhaitée]            |
| La baigneuse fait des vagues (L'insegnante al mare con tutta la classe)                  | film                   |                                      | 1980  | Michele Massimo Tarantini           | H[réf. souhaitée] | travestissement[réf. souhaitée] | [réf. souhaitée]            |
| Le Plus Beau Jour de ma vie (Il più bel giorno della mia vita)                           | film                   |                                      | 2002  | Cristina Comencini                  | | |                             |
| La Clef                                                                                  | film                   |                                      | 1983  | Tinto Brass                         | H[réf. souhaitée] | travestissement[réf. souhaitée] | [réf. souhaitée]            |
| Days (Giorni)                                                                            | film                   |                                      | 2001  |                                     | | |                             |
| Différent de qui ? (Diverso da chi?)                                                     | film                   |                                      | 2009  | Umberto Carteni                     | mariage ; homoparentalité ; homophobie | P.g.b-m[réf. souhaitée]. - Piero (en couple, gay ; bisexuel[réf. souhaitée]) - Remo (en couple, gay) | (cf. fr.wp)[réf. souhaitée] |
| Elle ou lui (Belle al bar, Sexy Dancingest)                                              | film                   |                                      | 1994  | Alessandro Benvenuti                | T (Italie) | transidentité | (cf. fr.wp)[réf. souhaitée] |
| La Fenêtre d'en face                                                                     | film                   |                                      | 2003  | Ferzan Özpetek                      | homosexualité et Seconde Guerre mondiale - LGBT ayant une fin tragique                                                                                                  | P.g. S.g. - vieux monsieur (gay) - ancien amant du vieux monsieur (gay) | [ 6 ]                       |
| La Flic à la police des mœurs (La poliziotta della squadra del buon costume)             | film                   |                                      | 1979  | Michele Massimo Tarantini           | | P.travestissement. - tandem Alvaro Vitalio/Lino Banfi (travestissement utilitaire) | (cf. fr.wp)[réf. souhaitée] |
| Gasoline (Benzina)                                                                       | film                   |                                      | 2001  | Monica Stambrini                    | (Italie) ; personnage LGBTI+ criminel | P.l. - Stella et Lenni (couple lesbien) | (cf. fr.wp)                 |
| L'Histoire de Piera (Storia di Piera)                                                    | film                   |                                      | 1984  | Marco Ferreri                       | (Italie) | P.l. - Piera et Eugenia (relation sexuelle incestueuse lesbienne) | [ 7 ]                       |
| Il compleanno (L'Anniversaire de David)                                                  | film                   |                                      | 2009  | Marco Filiberti (dir.)              | H | |                             |
| Une journée particulière (Una giornata particolare)                                      | film                   |                                      | 1977  | Ettore Scola                        | H (Italie) discrimination | P.g. (Gabriele) | (cf. fr.wp)                 |
| Forever Mery (Mery per sempre)                                                           | film                   |                                      | 1989  | Marco Risi (dir.)                   | H | |                             |
| Les Mille et Une Nuits (Il Fiore delle mille e una notte)                                | film                   |                                      | 1974  | Pier Paolo Pasolini                 | homosexualité masculine[réf. souhaitée] | - Zoumourrhoud (travestissement) - Éthiopiens (gay)[réf. souhaitée] | (cf. fr.wp)                 |
| Mon capitaine, un homme d'honneur (Marciando nel buio)                                   | film                   |                                      | 1996  | Massimo Spano                       | personnage LGBT criminel - personnage LGBT ayant une fin tragique - LGBT dans l'armée et la police                                                                      | P.g. S.g. - capitaine Roatta (viol gay sur Saro Franzese) - Gianni Tricarico (gay) | [ 8 ]                       |
| La bocca del lupo                                                                        | film documentaire      |                                      | 2009  | Pietro Marcello                     | documentaire - à partir de personnage réel | P.travestissement. - Vincenzo/Enzo (relation avec Rosa) - Mary/Rosa (travesti) | (cf. fr.wp)                 |
| One Kiss (Un bacio)                                                                      | film                   |                                      | 2016  | Ivan Cotroneo                       | adolescents ; homophobie ; personnage LGBTI+ ayant une fin tragique ; crime homophobe                                                                                   | P.g. - Lorenzo (gay) | (cf. fr.wp)                 |
| Pianese Nunzio, Fourteen in May (en) (Pianese Nunzio, 14 anni a maggio) (Sacred Silence) | film                   |                                      | 1996  | Antonio Capuano                     | (pédophilie homosexuel[réf. souhaitée]) | | (cf. en.wp)                 |
| Poco più di un anno fa                                                                   | film                   |                                      | 2003  | Marco Filiberti (dir.)              | H (pornographie) | |                             |
| Le Premier qui l'a dit                                                                   | film                   |                                      | 2010  | Ferzan Özpetek (dir.)               | H (Italie) coming-out discrimination | P.g. S.g. - Antonio ; Tommaso (gay) - Marco et amis romains (gay) | (cf. fr.wp)                 |
| Que fais-tu grande folle ? (Splendori e miserie di Madame Royale)                        | film                   |                                      | 1978  | Vittorio Caprioli                   | (Italie) | P.g. (Alessio) | (cf. fr.wp)[réf. souhaitée] |
| Qui a tué le chat ? (Il gatto)                                                           | film                   |                                      | 1977  | Luigi Comencini                     | personnage LGBT ayant une fin tragique | S.g. - valet de la fausse princesse (gay) | [réf. souhaitée]            |
| Saint                                                                                    | court-métrage          |                                      | 1997  | Bavo Defurne                        | H | gay |                             |
| Saturno contro                                                                           | film                   |                                      | 2007  | Ferzan Özpetek                      | personnage LGBTI+ ayant une fin tragique | P.g. - Sergio (gay) - Davide (gay) - Lorenzo (gay) | (cf. fr.wp)                 |
| Satyricon (Fellini Satyricon)                                                            | film                   |                                      | 1969  | Federico Fellini                    | H (France Italie) enfants et adolescents - pédérastie - trio | P.g.b-m.[réf. souhaitée] S.g.i. - Encolpe (gay, bisexuel[réf. souhaitée]) - Ascylte (gay, bisexuel[réf. souhaitée]) - Giton (gay[réf. souhaitée]) - Vernacchio (achète Giton, gay[réf. souhaitée]) - l'hermaphrodite                                                          | (cf. fr.wp)                 |
| Soudain l'hiver dernier ou Homophobie à l'italienne                                      | film documentaire      |                                      | 2008  | Gustav Hofer Luca Ragazzi           | H (Italie) documentaire mariage de couple homosexuel - homophobie | P.g. - Gustav et Luca (couple gay) | (cf. fr.wp)[réf. souhaitée] |
| Sucre, Miel et Piment                                                                    | film                   |                                      | 1980  | Sergio Martino                      | T[réf. souhaitée] | travestissement[réf. souhaitée] | [réf. souhaitée]            |
| Summertime (L'Estate addosso)                                                            | film                   |                                      | 2016  | Gabriele Muccino                    | H (LGBT) | S.g. (Matt et Paul) | (cf. fr.wp)                 |
| Théorème (Teorema)                                                                       | film                   |                                      | 1968  | Pier Paolo Pasolini                 | H (Italie) | P.b-m.g.[réf. souhaitée] - le visiteur (bisexuel[réf. souhaitée]) - Paolo, le père (bisexuel[réf. souhaitée]) - Pietro, le fils (gay[réf. souhaitée]) | (cf. fr.wp)                 |
| Viola di mare                                                                            | film                   |                                      | 2009  | Donatella Maiorca                   | discrimination envers les personnes LGBT - basé sur des faits réel | P.l.travestissement. - Angela (lesbienne, travetissement) - Sara (lesbienne) | [ 13 ]                      |
| Violence et Passion (Gruppo di famiglia in un interno)                                   | film                   |                                      | 1974  | Luchino Visconti                    | | S.g. - Le Professeur et Konrad (gay, sous-jacent et non explicite)[réf. souhaitée] | (cf. fr.wp)[réf. souhaitée] |
| Without Conscience (Verso nord)                                                          |                        |                                      | 2004  |                                     | | |                             |
| Princesa (en)                                                                            | film                   | Espagne France Royaume-Uni Allemagne | 2001  | Henrique Goldman (dir.)             | H | transidentité |                             |
| Le Cahier volé de Christine Lipinska (France, Italie et Suisse)                          | film                   | France Suisse                        | 1993  | Christine Lipinska                  | découverte de sa sexualité dont son homosexualité - discrimination envers des personnes LGBT - personnage LGBT ayant une fin tragique                                   | P.b-f. - Virginie (relation bisexuelle) - Anne (relation lesbienne) | (cf. fr.wp)                 |
| Les Nuits fauves                                                                         | film                   | France Royaume-Uni                   | 1992  | Cyril Collard (*)                   | H (France) VIH-SIDA SM[réf. souhaitée] - ménage à trois[réf. souhaitée]                                                                                                 | P.g.b-m. S.g.[réf. souhaitée] - Jean (bisexuel) (Cyril Collard) - Samy (relation gay) | (cf. fr.wp)                 |
| B. Monkey                                                                                | film                   | Royaume-Uni États-Unis               | 1998  | Michael Radford                     | | S.g.[réf. souhaitée] | (cf. en.wp)[réf. souhaitée] |
| Les Amours d'Astrée et de Céladon                                                        | film                   | France Espagne                       | 2007  | Éric Rohmer                         | H | P.travestissement.l.b-f. - Céladon (travestissement utilitaire) - Astrée (relation lesbienne avec la seconde fille du druide/Céladon) | (cf. fr.wp)                 |
| Ludwig ou le Crépuscule des dieux (Ludwig)                                               | film                   | France Allemagne de l'Ouest          | 1972  | Luchino Visconti                    | (Italie) biographie | P.g. S.g. - Louis II (gay) - palefrenier/chambellan (sous-jacent, gay) - pages et paysans (gay suggéré[réf. souhaitée]) | (cf. fr.wp)                 |
| Un thé au Sahara (The Sheltering Sky)                                                    | film                   | Royaume-Uni                          | 1990  | Bernardo Bertolucci                 | | | [réf. souhaitée]            |
| Il Vento e le Rose (en) (愛するということ ; The Awakening of Love)                       | film                   | Japon                                | 2009  | Elisa Bolognini (dir.)              | H | Lesbianisme |                             |
| Les Biches                                                                               | film                   | France                               | 1968  | Claude Chabrol                      | (France Italie) | P.l.b-f[réf. souhaitée]. - Frédérique (lesbienne, relation bisexuelle) - Why (bisexuelle) | (cf. fr.wp)                 |
| Bilitis                                                                                  | film                   | France                               | 1977  | David Hamilton                      | (France Italie) | P.l.b-f. - Bilitis (relation lesbienne) - Melissa (bisexuelle) | (cf. fr.wp)                 |
| La Cage aux folles                                                                       | film                   | France                               | 1978  | Édouard Molinaro                    | H (France) homophobie et discrimination ; homoparentalité | P.g.travestissement.b-m. S.travestissement. - Renato Baldi (gay, relation bisexuel) - Albin Mougeotte/Zazà Napoli (gay, travestissement) - M. Charrier (travestis de scène et d'expression) - autre performeur de La Cage aux folles (travestis de scène)                     | (cf. fr.wp)                 |
| La Cage aux folles 2                                                                     | film                   | France                               | 1980  | Édouard Molinaro                    | H (France) | P.g.travestissement. - Renato Baldi (gay) - Albin Mougeotte/Zazà Napoli (gay, travestissement de scène) | (cf. fr.wp)                 |
| Call Me by Your Name (TQ : Appelle-moi par ton nom)                                      | film                   | France États-Unis Brésil             | 2017  | Luca Guadagnino                     | H (Italie France Brésil États-Unis) découverte et acceptation de son homosexualité ; adolescence ; homosexualité dissimulée ; récit initiatique ; premier amour estival | P. g.b-m. S.g. - Elio Perlman (gay, relation hétérosexuel) - Oliver (gay, mariage hétérosexuel) - père d'Elio (regret de n'avoir pu vivre une telle histoire) - Mounir et Isaac (couple gay)                                                                                  | (cf. fr.wp)                 |
| Ce monde interdit                                                                        | film semi documentaire | France                               | 1963  | Fabrizio Gabella                    | T[réf. souhaitée] | travestissement[réf. souhaitée] | [réf. souhaitée]            |
| Don Juan 73 ou si Don Juan était une femme...                                            | film                   | France                               | 1973  | Roger Vadim                         | (France Italie) | P.l.b-f. S.b-f.l.[réf. souhaitée] - Jeanne (bisexuelle) - femme de Prevost (bisexuelle)[réf. souhaitée] - Clara (relation lesbienne)[réf. souhaitée] | (cf. fr.wp)[réf. souhaitée] |
| L'Homme de sa vie                                                                        | film                   | France                               | 2006  | Zabou Breitman                      | H (France) découverte de son homosexualité | P.b-m. S.g. - Frédéric (hétérosexuel, bisexuel)[réf. souhaitée] - Hugo (gay) - partenaire d'Hugo[réf. souhaitée] | (cf. fr.wp)                 |
| J'embrasse pas                                                                           | film                   | France                               | 1991  | André Téchiné                       | H (France) prostitution masculine gay | P.b-m. S.g. - Pierre Lacaze (hétérosexuel, prostitution gay) - Saïd (gay, prostitution gay[réf. souhaitée]) - Romain Dumas (gay) (Philippe Noiret) - Dimitri (gay) - proxénète d'Ingrid (viol gay sur Pierre) - autres personnages, clients, prostitués (gay)[réf. souhaitée] | (cf. fr.wp)                 |
| Le Secret du chevalier d'Éon                                                             | film                   | France                               | 1960  | Jacqueline Audry                    | H T[réf. souhaitée] | P.travestissement. - Geneviève d'Éon / Charles, chevalier d'Éon (travestissement d'émancipation et de subterfuge) | (cf. fr.wp)                 |
| Sous le soleil de Toscane (Under the Tuscan Sun)                                         | film                   | États-Unis                           | 2003  | Audrey Wells                        | | S.l. - Patti (lesbienne, "artificiellement" enceinte) | [ 20 ]                      |
| The Happy Prince                                                                         | film                   | Belgique Allemagne Royaume-Uni       | 2018  | Rupert Everett                      | H (Allemagne Belgique Italie Royaume-Uni) biographique | P.g.[réf. souhaitée] | (cf. fr.wp)                 |
| Together (Tous ensemble)                                                                 | film                   | Danemark Suède                       | 2000  | Lukas Moodysson                     | (Suède) | S.l.g.b-f-m. - Klas (gay) - Lasse (relation gay, précédemment hétérosexuelle, bisexuel) - Anna (bisexuel, désir lesbien) | [ 21 ]                      |
| Embrassez qui vous voudrez                                                               | film                   | Royaume-Uni France                   | 2002  | Michel Blanc                        | | P.b-m.g. - Bertrand Lannier (bisexuel[réf. souhaitée]) (Jacques Dutronc) - Rena/Nanou (gay[réf. souhaitée], éphèbe androgyne, amant de Bertrand) | (cf. fr.wp)                 |
| Keller - Teenage Wasteland (de) (Out of Hand)                                            |                        | Autriche Allemagne                   | 2005  | Eva Urthaler                        | | | [réf. souhaitée]            |
| Out of Hand (de) (Keller – Teenage Wasteland)                                            |                        | Autriche Allemagne                   | 2005  | Eva Urthaler                        | | | [réf. souhaitée]            |
| Cercle intime (The Monkey's Mask)                                                        | film                   | France Canada Australie Japon        | 2000  | Samantha Lang                       | H (Australie France Italie Japon Canada) | P.l. (Jill Fitzpatrick) | (cf. fr.wp)                 |
| Rimbaud Verlaine (Total Eclipse)                                                         | film                   | Royaume-Uni France Belgique          | 1995  | Agnieszka Holland                   | H (France Belgique Royaume-Uni) biographique | P.g.b-m. - Rimbaud (gay) (Leonardo DiCaprio) - Verlaine (bisexuel, maintient des liens avec sa femme) (David Thewlis) | (cf. fr.wp)                 |
| Innocents: The Dreamers (The Dreamers)                                                   | film                   | France Royaume-Uni États-Unis        | 2003  | Bernardo Bertolucci                 | triangle amoureux - découverte de son identité sexuelle[réf. souhaitée]                                                                                                 | P.b-m. - Matthew (trio) Michael Pitt - Isabelle (trio) Eva Green - Théo (trio) Louis Garrel | (cf. fr.wp)[réf. souhaitée] |
| Gosford Park (TQ : Un week-end à Gosford Park)                                           | film                   | Allemagne États-Unis Royaume-Uni     | 2001  | Robert Altman                       | | | [réf. souhaitée]            |
| Tu peux embrasser le marié (Puoi baciare lo sposo)                                       | film                   |                                      | 2018  | Alessandro Genovesi                 | mariage homosexuel | P. g. - Antonio - Paolo - Donato (travesti) |                             |
| Il filo invisibile                                                                       | film                   | États-Unis                           | 2022  | Marco Simon Puccioni                | homoparentalité | P. g. - Paolo - Simone - Dario |                             |
| Ernesto                                                                                  | film                   | Allemagne Espagne                    | 1979  | Salvatore Samperi                   | bisexualité, découverte de l'homosexualité | P. b. - Ernesto |                             |
| Embrasse-moi Pasqualino ! (Come mi vuoi)                                                 | film                   | France                               | 1997  | Carmine Amoroso                     | Transidentité | P. t. - Desideria |                             |